# Otton Ier de Hammerstein
Otton Ier de Hammerstein, mort le 5 juin 1036, fut comte de Hamaland (un territoire important autour des embouchures du Rhin) de 1016 à 1036 et seigneur de Zutphen de 1002 à 1025.
Otton est, par les affaires matrimoniales dont il fut le protagoniste principal (rapportée notamment par son cousin, l'évêque Thietmar de Mersebourg), l'un des exemples les plus représentatifs de l'enjeu que représentait, au XIe siècle, la question des interdits de parenté que tentait alors d'imposer l'Église avec le soutien de l'empereur Henri II, ce dernier saisissant là un moyen d'affaiblir en toute légitimité un membre de la famille des Conradiens, rivale des Ottoniens. La résistance victorieuse que le couple opposa à ces pressions, malgré plusieurs procès perdus, montre également la capacité des grands nobles à faire jouer la solidarité de leur milieu et de leur famille contre les autorités ecclésiastiques et impériales.

## Un mariage controversé
Vers 1015, Otton épousa Ermengarde de Verdun, fille de Godefroy le Captif, comte de Verdun, et de Mathilde de Saxe († 1008). Ce mariage, pendant dix ans, fut l'objet, ou la manifestation, d'une lutte de pouvoir entre d'une part le couple et sa parentèle, d'autre part l'Eglise et l'empereur Henri II. Ce dernier était en effet soucieux de limiter la puissance de la famille des Conradiens, rivale des Ottoniens (l'un de ses membres, Conrad Ier de Germanie, était monté sur le trône de Germanie avant Henri Ier l'Oiseleur), famille à laquelle appartenait Otton de Hammerstein. Pour sa part, l'Église cherchait à renforcer son autorité sur les mariages, notamment en imposant ses vues concernant les interdits de parentés. Elle s'associa donc à l'empereur pour exiger qu'Otton de Hammerstein respecte ses préconisations.
En effet, les deux époux étaient apparentés: le mariage d'Otton et d'Ermengarde fut dès lors déclaré illégal car incestueux et Erkanbald, archevêque de Mayence somma les époux de se séparer. Ceux-ci refusèrent, et furent excommuniés par l'archevêque en 1018 à l'occasion d'un synode à Nimègue. A la diète de Bürgel, le mariage fut officiellement cassé. L'empereur confisqua alors les terres d'Otton. Celui-ci tenta de plaider sa cause, mais se heurta au refus de l'empereur. Otton dès lors se révolta. Il tenta notamment de s'en prendre à Erkanbald, mais ne parvint qu'à agresser ses hommes. L'empereur, en tant que protecteur des gens d'Église, ordonna à ses armées d'assiéger en septembre 1020, le château fort de Hammerstein. Le château fut pris après trois mois de siège le 26 décembre, mais le mariage ne fut cependant pas rompu.
Par la suite, un nouvel archevêque, Aribon, convoqua un synode provincial pour contraindre les époux à respecter les règles d'interdits. Otton se soumit, mais pas Ermengarde, qui partit en 1023 à Rome plaider sa cause devant le pape Benoît VIII ; elle y trouva un moment un soutien, ce qui montre que les autorités ecclésiastiques étaient loin à cette époque de présenter un front uni face aux laïcs et que l'autorité épiscopale était fragile face à des laïcs déterminés et suffisamment bien introduits pour court-circuiter l'autorité de l'évêque via le recours à l'autorité pontificale. Les suffragants du métropolitain de Mayence adressèrent d'ailleurs par lettre d'amers reproches au pape, conscients qu'ils étaient que l'autorité de leur supérieur avait été bafouée. Instruits de l'expérience, à l'occasion du concile de Seligenstadt, ils veillèrent, dans les semaines qui suivirent le coup de force d'Ermengarde, à interdire désormais le voyage de Rome à tout pénitent qui n'aurait pas obtenu l'aval de son évêque.  
En 1024, l'empereur Henri II mourut et Conrad II, parent d'Otton de Hammerstein, lui succéda. Il se montra plus souple à propos du mariage, notamment parce que son propre mariage était sous le coup d'un empêchement. Quand en 1027 Aribon voulut  à nouveau condamner Otton, Conrad II refusa de l'appuyer : le mariage fut autorisé, même si Otton ne récupéra pas la totalité de ses terres. Ainsi, alors même que l'empereur et l'épiscopat avait cherché pendant dix ans à démontrer via cette affaire leur autorité et leur statut en matière de régulation de la société, « la victoire finale du couple poursuivi montre que, même là où les règles sont les plus strictes et les plus soutenues par le bras séculier, la cohésion des laïcs avec leurs parents et amis » pouvait être la plus forte.

## Ascendance et descendance
Otton Ier de Hammerstein était fils d'Herbert, comte dans le Kinziggau, et d'Ermentrude. Herbert de Kinziggau était fils de Conrad, un seigneur conradien possessioné en Alsace, tandis qu'Ermentrude était fille de Mégingoz. Dans la littérature, il est qualifié de dernier des Conradiens.
Otton et Ermengarde eurent trois enfants :
- Udo, mort en 1034 ;
- Mathilde, morte en 1031, mariée à Liudolf, fils du comte palatin Ezzo de Lotharingie (également comte dans le Bonngau, Auelgau, Ruhrgau, etc.) de la dynastie des Ezzonides ;
- une fille dont l'histoire n'a pas retenu le nom, mariée à Wiger, comte d'Engergau.

Otton mourut le 5 juin 1036 et ses biens furent repris par l'empereur qui les distribua à d'autres nobles locaux. Seul Zütphen, qui fut probablement donné en dot à sa fille Mathilde, resta dans sa descendance.
En 1025 est cité à Zutphen un comte du nom d'Otton. Selon le professeur Donald C. Jackman (éd.2000) il serait à identifier avec Otton de Hamaland. D'autres historiens ont pensé plutôt au comte palatin Otton de Lotharingie († 1047).